# Système éducatif en Tchéquie

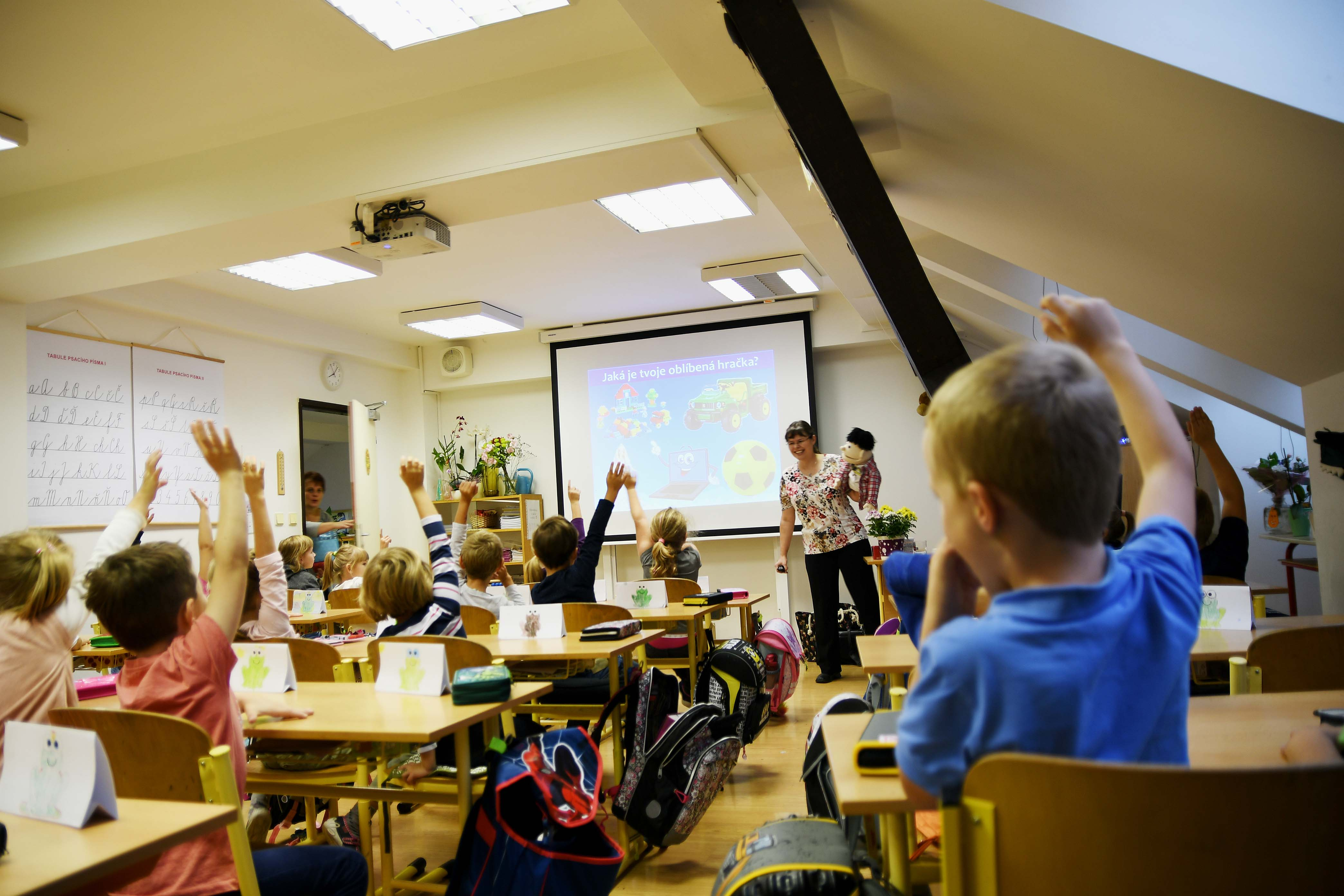
Photo d'une classe en Tchéquie.

Les écoles de la Tchéquie se divisent en plusieurs degrés.

## Les crèches (dětské jesle)
- Prononcer "dietskè yèslè"

Les crèches (publiques ou privées) accueillent les enfants de moins de 4 ans. 
Elles relèvent du ministère chargé de la santé et sont facultatives.

## Les écoles maternelles
Les écoles maternelles (mateřská škola) sont les écoles non obligatoires pour les enfants de 3 à 6 ans.

## L'école élémentaire (základní škola)

### 1erdegré
Le 1er degré de l'école élémentaire est l'école obligatoire pour les enfants de 6 à 11 ans.
Les matières du 1er degré de l'école élémentaire sont le tchèque, une langue étrangère (anglais ou allemand), les mathématiques, les sciences naturelles et sociales, l'art, la musique et l'éducation physique.

### 2edegré
Pour faire le 2d degré, on reste généralement à l'école élémentaire (11-15 ans).
Les matières sont le tchèque, la littérature, deux langues étrangères (anglais, allemand, français, russe ou espagnol), les mathématiques, l'histoire, l'éducation civique, la chimie, la physique, la biologie, l'informatique, l'art, la musique et l'éducation physique.
Il est également possible d'aller dans un lycée de 8 ou 6 ans (11-19 ans ou 13-19 ans en cas de spécialisation p. ex. en danse ou en sport).

### Les numéros des classes
En Tchéquie, les numéros des classes augmentent avec les années : à 6 ans, l'enfant est en 1re classe, à 15 ans, il est en 9e classe. Si l'enfant fait ses études dans les lycées de 8 ou 6 ans, les classes ont le chiffres des années passées aux lycée (par exemple à 11 ans, l'élève est en 1re classe). Aux lycées de 8 ou 6 ans, les classes ont aussi les chiffres latins : prima, sekunda...

## Les lycées

### Les lycées professionnels (střední odborná škola et střední odborná učiliště)
Ce sont les écoles pour jeunes de 15 à 18 ans préparant à un diplôme professionnel (výuční list) ou à un bac (examen de maturité ou státní maturita).

### Les lycées généraux (gymnázium)
Ce sont les lycées d'enseignement général de 8/6/4 ans (de 11/13/15 à 19 ans) et les lycées orientés vers la danse ou le sport. Ils se terminent par un examen de maturité correspondant au baccalauréat français.

### Le certificat de maturité (maturité) «baccalauréat» tchèque
Il se divise en deux parties :
La partie d'État
- langue tchèque - une composition, un test de littérature et de grammaire, une analyse orale d'une œuvre historique,
- langue étrangère (une composition, un test de compréhension orale et écrite, une partie orale) ou des mathématiques (test)
- 1-3 matières facultatives (tests)

La partie d'école
Elle se compose de 1-3 matières optionnelles. On répond à 1 de 25 questions.

## L'enseignement supérieur
Les établissements d'enseignement supérieur sont accessibles aux possesseurs de la maturité.

### Les établissements professionnels
Les établissements supérieurs professionnels (vyšší odborná škola) sont les écoles où les études durent 3 ans. Au terme de ces études, les étudiants ont le titre DiS..

### Les universités
Dans les universités (univerzita, vysoké učení technické, vysoká škola) les étudiants obtiennent au bout de 3 ans le titre Bc. (bakalář). Le cycle suivant dure 2 ans, et donne droit selon le cas au titre de Mgr. (magistr) ou Ing. (inženýr). Le 3e cycle de 2 ou 3 ans donne le titre Ph.D.. Dans certaines disciplines, p.ex. le droit, les études durent 5 ans, pour le titre de Mgr.